# Lee Su-jin
Dans ce nom coréen, le nom de famille, Lee, précède le nom personnel.
Lee Su-jin (hangul : 이수진) est un réalisateur, scénariste et producteur sud-coréen.

## Filmographie
- 2013 : A cappella (한공주, Han Gong-ju)
- 2019 : Idol (우상, Woosang)

## Récompenses et distinctions
- Festival international du film de Busan
- Festival international du film de Marrakech 2013 : Étoile d’or pour A cappella
- Festival international de films de Fribourg 2014 : Regard d'or pour A cappella